# 중앙성당 (전북)
중앙성당은 전북특별자치도 전주시 완산구 팔달로 251에 있는 천주교 전주교구의 주교좌 성당이다. 1947년 11월 1일에 설립되었으며, 1957년에 전주교구의 주교좌 성당이 되었다. 수호 성인은 예수 성심이다.

## 미사 시간
- 주일: 06:00, 09:00, 10:30(교중미사), 19:00
- 월요일: 06:00
- 화요일: 06:00, 19:00
- 수요일: 06:00, 19:00
- 목요일: 06:00, 19:00
- 금요일: 06:00, 10:00
- 토요일: 06:00, 19:00(특전미사)